# 奥泽纳公立高中
奥泽纳高中（法語：Lycée Ozenne）是一所位於法國上加龍省土魯斯的中等教育學校。為台灣國立武陵高級中學的姊妹校，以多元語言學習課程著名。

## 校名
校名來自泰奥多尔·菲尔让斯·奥泽纳（ 1814年－1898年），為前土魯斯市議會議員、土魯斯工商協會理事長。

## 班級規劃
在1年級（相當於高一）時，全校共分成9個綜合高中學程（générales et technologiques）班。進入2年級（相當於高二）後，分為3個社會組班（économique et social, ES）、1個文組班（littéraire, L）、五個自然組班（scientifique, S）及2個科學與商業經營職業學程班（STMG），其中自然組班到結業班為止都不再繼續分班。進入結業班（相當於高三）後，STMG班會分為MGT-GSI/ CFE和MGT-Mercatique兩類。
奥泽纳高中的特色為在每年的第二學期時，學校有規劃選修外國語課程，包括：
- 日本語
- 中文
- 意大利語
- 西班牙語
- 德語

## 學校排名
2015年，奥泽纳高中在法國《新快報》所評比的教學品質排名上為全省第36位，全國第217位。此項評分是基於兩個標準：畢業生就業率，和畢業兩年後研讀學士學位的學生比例，根據學生年齡、國籍及社會背景進行加權。

## 文憑
學校提供會計和管理證照（DCG）、高中畢業證書（Bac+3）和ATS Management et Gestion證照。